# Tønder Sogn
Tønder Sogn er et sogn i Tønder Provsti (Ribe Stift).
Tønder Sogn lå i Tønder Købstad, der kun geografisk hørte til Tønder, Højer og Lø Herred i Tønder Amt. Sognet omfattede desuden Tønder Landsogn, der var en sognekommune under herredet. Tønder købstad og landsogn blev ved kommunalreformen i 1970 kernen i Tønder Kommune.
I Tønder Sogn ligger Tønder Kristkirke og Tønder Kirkegård.
I sognet findes følgende autoriserede stednavne:
- Emmerske Bjerg (bebyggelse)
- Hedehuse (bebyggelse)
- Korntved (bebyggelse)
- Lille Emmerske (bebyggelse, ejerlav)
- Store Emmerske (bebyggelse, ejerlav)
- Toft (bebyggelse)
- Tved (bebyggelse, ejerlav)
- Tønder (købstad, stationsby)
- Tønder Nord (station)

## Afstemningsresultat
Folkeafstemningen ved Genforeningen i 1920 gav i Tønder Sogn følgende resultat:
|                 | Stemmer for Danmark | Stemmer for Tyskland | Tilrejste fra Danmark | Tilrejste fra Tyskland |
| --------------- | ------------------- | -------------------- | --------------------- | ---------------------- |
| Tønder købstad  | 761                 | 2.504                | 165                   | 850                    |
| Tønder landsogn | 154                 | 73                   | 40                    | 19                     |
| Hele sognet     | 915                 | 2.577                | 205                   | 869                    |